# Epidermoptidae
Dermationidae — родина саркоптиформних кліщів надродини Analgoidea. Живуть в шкірі птахів та ссавців, декілька видів паразитують у ніздрях птахів.

## Роди
- Підродина Epidermoptinae
  - Epidermoptes
  - Metamicrolichus
  - Microlichus
  - Promyialges
  - Rallepidermoptes
- Підродина Knemidokoptinae
  - Evansacarus
  - Knemidokoptes
  - Micnemidocoptes
  - Neocnemidocoptes
  - Picicnemidocoptes
  - Procnemidocoptes
- Підродина Lukoschuscoptinae
  - Lukoschuscoptes
- Підродина Myialginae
  - Archemyialges
  - Hemimyialges
  - Myialges
- Підродина Otocoptoidinae
  - Otocoptoides